# Azul (cràter marcià)
Azul és un cràter d'impacte del planeta Mart situat amb el sistema de coordenades planetocèntriques a -41.9 ° de latitud Ni 317.71 ° de longitud E. La col·lisió va causar una obertura de 19.53 quilòmetres de diàmetre en la superfície del quadrangle Argyre del planeta. El nom va ser aprovat el'any 1976 per la Unió Astronòmica Internacional en honor de la ciutat d'Azul (Argentina).